# Haemorhous
Haemorhous – rodzaj ptaków z rodziny łuszczakowatych (Fringillidae).

## Występowanie
Rodzaj obejmuje gatunki występujące w Ameryce Północnej.

## Morfologia
Długość ciała 12,5–16,5 cm, masa ciała 18,7–37,8 g.

## Systematyka

### Etymologia
Nazwa rodzajowa jest połączeniem słów z języka greckiego: αἱμα haima, αἱματος haimatos – „krew” oraz ορρος orrhos – „kuper” (por. αἱμορρους haimorrhous – „spływać krwią”; epitet gatunkowy Fringilla haemorrhoa Lichtenstein, 1820 (= syn. Haemorhous mexicanus)).

### Gatunek typowy
Fringilla purpurea Gmelin

### Podział systematyczny
Takson wyodrębniony ostatnio z Carpodacus. Do rodzaju należą następujące gatunki:
- Haemorhous mexicanus (Statius Muller, 1776) – dziwuszka ogrodowa
- Haemorhous cassinii (S.F. Baird, 1854) – dziwuszka czerwonoczelna
- Haemorhous purpureus (J.F. Gmelin, 1789) – dziwuszka purpurowa